# شهرستان برنالیو (نیومکزیکو)
شهرستان برنالیو، نیومکزیکو یکی از شهرستان‌های ایالت نیومکزیکو است. این شهرستان با داشتن جمعیتی معادل (مطابق آمار ۲٠۲٠) ۶۷۶٫۴۴۴ نفری، پرجمعیت‌ترین شهرستان ایالت نیومکزیکو است. مساحت برنالیو ۳٫۰۲۸ کیلومترمربع بوده و مرکزیت آن با شهر البوکرکی می‌باشد. در واقع شهر البوکرکی بزرگترین، مهم‌ترین و پرجمعیت‌ترین شهر این ایالت نیز است.

## خصوصیات
شهرستان برنالیلو ۳٬۰۲۷٫۷۱ کیلومترمربع مساحت دارد.